# BSC Almere
B.S.C. Almere is een Nederlandse honkbal- en softbalvereniging gevestigd in Almere.

## Geschiedenis
De vereniging werd in Almere opgericht op 27 oktober 1982 onder de naam Polmerians. Later werd na een fusie met Giants uit Diemen de naam gewijzigd in Almere Giants en kort daarna in Almere'82. In 1990, bij de verhuizing naar het nieuwe complex, werd de naam omgezet naar Almere'90. Per 2021 is de clubnaam BSC Almere (Baseball & Softball Club) definitief aangenomen.

## Honkbal
Het eerste mannen honkbalteam speelt zijn wedstrijden in de derde klasse van de KNBSB. Het team speelde tot 2007 in de honkbal hoofdklasse, onder de naam Almere Magpies. In 2009 werd de club kampioen van de 1e klasse. In de play-offs namen zij het op tegen RCH Mediamonks uit Heemstede. In deze historische series won Almere na spectaculaire wedstrijden met 3-2, waardoor het weer uitkwam op het hoogste honkbalniveau. In 2010 werd in de play-downs tegen UVV Utrecht de hoofdklassestatus behouden. Door gebrek aan sponsoring en gemeentesteun kreeg de toenmalige, nieuw opgerichte 'Stichting Magpies' de begroting rond het eerste mannenteam en het honkbal talenten (rookie) team niet rond en verkoos het destijds zittende bestuur van de vereniging Almere'90, de hoofdklasselicentie terug te geven. Dat betekende met name sportief een enorme aderlating en het grote verlies van vele talenten, die daarna vertrokken naar andere hoofdklasse clubs. Momenteel kent de huidige honkbalafdeling weer diverse senioren-, junioren-, aspiranten-, pupillen- en beeballteams.

## Softbal
Bij de vrouwen speelde de vereniging jarenlang in de eerste klasse en silver league. Door diverse oorzaken, vooral van organisatorische en financiële aard, kende de softbaltak toentertijd een vrij desastreuze terugval. De afgelopen recente jaren heeft de club, alsmede de softbalafdeling zich daarvan uitstekend hesteld en komt het eerste vrouwenteam momenteel uit in de tweede klasse KNBSB. De afdeling telt verder diverse senioren- en jeugdteams.
Het mannensoftbal is als vanouds goed vertegenwoordigd. Rond de eeuwwisseling speelde de vereniging zelfs jarenlang in de hoofdklasse. Momenteel zijn er drie mannensoftbalteams in de tweede en derde klasse en kent de vereniging ook een clubeigen mixed/coed slowpitchteam, de Almere Magpies. De vereniging is tevens thuisbasis van de Nederlandse Slowpitch-selectie en is op het complex het 'Dutch National Slowpitch Center' gevestigd.

## Locatie
De vereniging was tot 1990 gevestigd op het Sportpark Klein Brandt. Vanaf 1990 is de club gevestigd op het bekende 'Fanny Blankers Koen' Sportpark. Vanaf 2005 beschikt de club over zes velden, te weten drie officiële (jeugd)honkbal/softbal velden met Ledverlichting, een Beeball veld en twee officiële honkbalvelden. Fier, stoer en eyecatcher van het schitterende complex is het prachtige WK Honkbalstadion. Almere was in 2005 'speelstad' van de wereldkampioenschappen honkbal. Legendarisch daarbij, de wedstrijd USA vs Japan! Tevens bezit de vereniging top faciliteiten waaronder een fantastisch en gezellig clubhuis met stadionterras, een krachthonk, plus een eigen ruime sporthal met kunstgras voor o.a. wintertrainingen en honkbal, softbal en slowpitch clinics.  

## Vereniging
Momenteel heeft de vereniging rond 350 leden en is daarmee een van de grootste honkbal- en softbal clubs van Nederland. De club bracht tevens diverse honk- en softbal toppers voort. Bekende honkballers en internationals speelden bij Almere zoals Kenny Berkenbosch, René Cremer, Bryan & Rachid Engelhardt, Patrick de Lange, Nick Veldkamp, Randy & Rodney Daal, Jim Ploeger, René Rijst en Peter Callenbach. BSC Almere kent zelfs een voormalig vrouwen-honkbalinternational, Sanne van Gool. Geweldig en aansprekend is eveneens het aantal bekende en meervoudige vrouwen softbal internationals als bv. Dagmar Bloeming, Areke Spel en Jessie van Aalst, die allemaal hun jarenlange en succesvolle softbal carrière begonnen bij Almere. Recentelijk komen diverse eigen kweek speelsters uit in de nationale hoofdklasse, of elders. Zo maakt met name Feline Poot nú furore in het top vrouwen softbal in de USA.